# Une autre philosophie de l'histoire
 (septembre 2020).
La mise en forme du texte ne suit pas les recommandations de Wikipédia : il faut le « wikifier ».
Les points d'amélioration suivants sont les cas les plus fréquents :
- Les titres sont pré-formatés par le logiciel. Ils ne sont ni en capitales, ni en gras.
- Le texte ne doit pas être écrit en capitales (les noms de famille non plus), ni en gras, ni en italique, ni en « petit »…
- Le gras n'est utilisé que pour surligner le titre de l'article dans l'introduction, une seule fois.
- L'italique est rarement utilisé : mots en langue étrangère, titres d'œuvres, noms de bateaux, etc.
- Les citations ne sont pas en italique mais en corps de texte normal. Elles sont entourées par des guillemets français : « et ».
- Les listes à puces sont à éviter, des paragraphes rédigés étant largement préférés. Les tableaux sont à réserver à la présentation de données structurées (résultats, etc.).
- Les appels de note de bas de page (petits chiffres en exposant, introduits par l'outil «  Source ») sont à placer entre la fin de phrase et le point final[comme ça].
- Les liens internes (vers d'autres articles de Wikipédia) sont à choisir avec parcimonie. Créez des liens vers des articles approfondissant le sujet. Les termes génériques sans rapport avec le sujet sont à éviter, ainsi que les répétitions de liens vers un même terme.
- Les liens externes sont à placer uniquement dans une section « Liens externes », à la fin de l'article. Ces liens sont à choisir avec parcimonie suivant les règles définies. Si un lien sert de source à l'article, son insertion dans le texte est à faire par les notes de bas de page.
- La présentation des références doit suivre les conventions bibliographiques. Il est recommandé d'utiliser les modèles {{Ouvrage}}, {{Chapitre}}, {{Article}}, {{Lien web}} et/ou {{Bibliographie}}. Le mode d'édition visuel peut mettre en forme automatiquement les références.
- Insérer une infobox (cadre d'informations à droite) n'est pas obligatoire pour parachever la mise en page.

Pour une aide détaillée, merci de consulter Aide:Wikification.
Si vous pensez que ces points ont été résolus, vous pouvez retirer ce bandeau et améliorer la mise en forme d'un autre article.

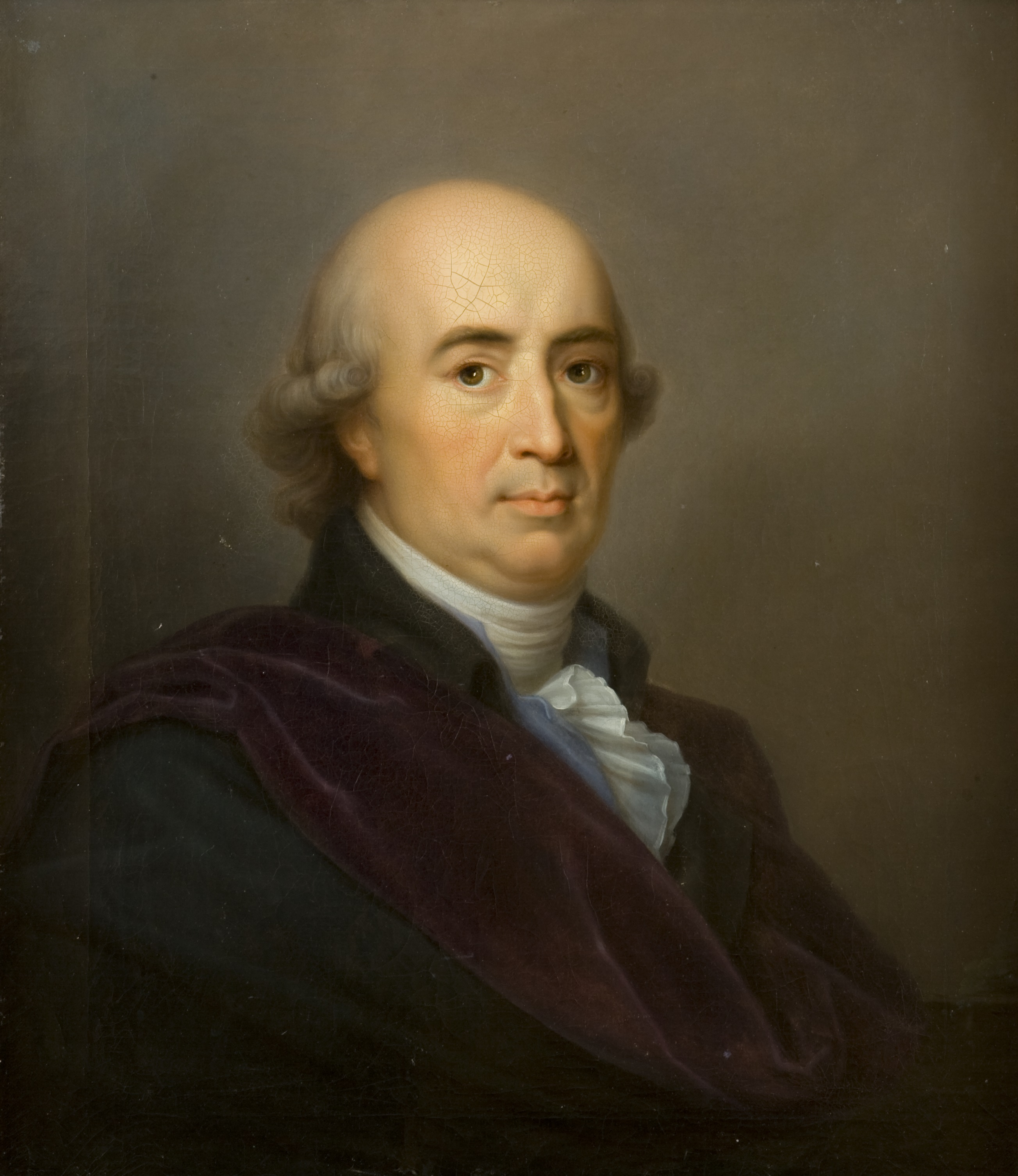
Johann Gottfried von Herder rédigea Une autre philosophie de l'histoire l'année de ses 30 ans.

Une autre philosophie de l’histoire (en allemand Auch eine Philosophie der Geschichte zur Bildung der Menschheit)  est un ouvrage du philosophe, théologien et poète allemand Johann Gottfried von Herder (1744-1803), rédigé en 1773 et publié en 1774. L'auteur y présente une philosophie de l’histoire alternative à celle de Voltaire. Herder argumente contre Voltaire, qui voit dans l’histoire un progrès linéaire de la raison. Une autre philosophie de l’histoire est ainsi une critique du rationalisme français et de sa présentation d'un tableau historique unifié. Ce rationalisme, trop strict et abstrait selon Herder, empêcherait de penser l’esprit et la spécificité de chaque peuple.

## Composition de l’œuvre

### Contexte de rédaction
Dans une lettre du 21 juillet 1773, Herder annonce à son ami Hamann sa décision de faire une pause dans ses activités d’écriture, puisqu’il était en pleine lune de miel. Cette pause serait l’occasion de revenir avec plus d’éclat. S'ensuit l'écriture d'Une autre philosophie de l’histoire, à partir d'août 1773. Ainsi Herder n’eut pas le temps matériel de consulter des documents pendant la rédaction, ni de décrire en détail chaque peuple et époque ; il n’a exposé que des grands principes.
Une seconde partie devait suivre le texte connu aujourd’hui : elle devait servir de clé de lecture au premier, en traitant, notamment, de la religion, du Christ et de la fin du monde. Cette seconde partie n’étant jamais parue, on retrouve ses thèses dispersées dans différents textes de théologie et de pédagogie, rédigés dans les années 1772-1773, notamment dans Plan d’études pour le jeune von Zeschau. En outre, Une autre philosophie de l’histoire apparaît comme un résumé, ou une synthèse, de toutes les œuvres antérieures d’Herder, de ses idées de jeunesse.

### Intention polémique
En 1774, Une autre philosophie de l’histoire est publié de façon anonyme, pour la sécurité de Herder qui, avec ce texte, critique violemment le despotisme éclairé de Frédéric II et la cour de Bückeburg, capitale de la principauté de Schaumburg-Lippe, au sein de laquelle il était pasteur.
Le titre de l’œuvre est à l'image du XVIIIe siècle, qui connait un renouveau de la philosophie de l’histoire, notamment amorcé par Voltaire, avec Philosophie de l’histoire par feu l’abbé Bazin en 1765. Avec un titre comme Une autre philosophie de l'histoire, Herder annonce le déploiement d'une théorie nouvelle, différente de celle de Voltaire ou d'un autre auteur des Lumières. Ce n’est pas la première fois que l'auteur s'oppose à la philosophie des Lumières : dans Sylves critiques, il défend Homère contre Klotz[pas clair] et, dans le deuxième recueil de Fragments, il réhabilite les Égyptiens face à Johann Joachim Winckelmann.
Dans son  œuvre  en général, Herder réfute la thèse des Lumières selon laquelle l’histoire serait un progrès de l’humanité menant à l’âge de la Raison, ainsi faudrait-il avoir en dédain certains peuples comme les Hébreux ou certaines époques comme le Moyen Âge. Au contraire, Herder critique le présent XVIIIe siècle ; reprenant une thèse de Rousseau, il voit dans cette époque un déclin pour l’humanité, les progrès des sciences et de la technique ayant corrompu les mœurs. 
Herder réhabilite la providence divine, niée par la philosophie des Lumières en faveur du progrès et de la rationalité. Une autre philosophe de l'histoire présente le destin des hommes comme une pièce de théâtre menée par Dieu, à l’insu de ses acteurs. Ainsi, l’histoire se joue sur un double plan : sur le plan humain, le mérite et le bonheur de l’humanité restent constants ; sur le plan divin, l’humanité est orientée vers un but.

## Inspiration et influence
Une autre philosophie de l’histoire n’est pas une œuvre autonome, puisqu'elle se construit en opposition à la philosophie de l’histoire rationaliste. Voltaire, Robertson et Hume en sont des sources négatives, car la thèse de Herder constitue une mise à mal des raisonnements, des présupposés et des conclusions de ces auteurs. Une autre philosophie de l’histoire s'apparente à certaines œuvres d’auteurs rationalistes, comme L'Ingénu de Voltaire ou les Lettres persanes de Montesquieu, avec une analyse relativiste du monde.

### La conception démocratique de l’histoire
À Voltaire, Robertson et Hume, Herder emprunte une idée : il ne s’agit plus de considérer seulement les faits militaires et l’histoire des grandes familles régnantes, mais de comprendre l’histoire du peuple dans son ensemble. L’histoire devient alors démocratique, elle considère « le peuple, cette portion la plus nombreuse et la plus utile de l'État », comme l'écrivait Robertson dans son Histoire du règne de l’empereur Charles-Quint. Avec cette conception démocratique de l’histoire, les rationalistes ont pu restaurer et laïciser la philosophie de l’histoire, abandonnée depuis Bossuet et Vico.

### Influence de Montesquieu

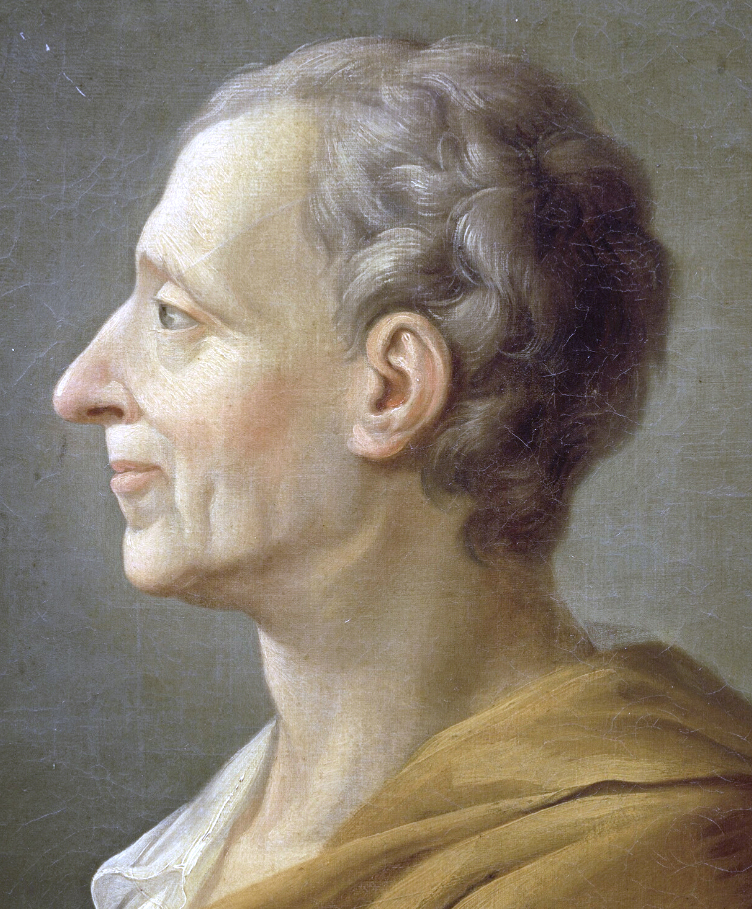
Montesquieu exerce une grande influence sur les auteurs du XVIIIe siècle grâce à De l'esprit des lois.

De façon générale, l’influence de Montesquieu est énorme sur les auteurs du XVIIIe siècle. Herder retient de cet auteur une façon de voir les peuples en tant que véritables individus, chaque peuple possédant son climat culturel et ses besoins législatifs propres : « Les lois doivent être tellement propres au peuple pour lequel elles sont faites, que c’est un très grand hasard si celles d’une nation peuvent convenir à une autre » (De l'esprit des lois, livre I, chapitre 3).  

### Influence de Ferguson
La position philosophique la plus proche d’Herder est celle d’Adam Ferguson avec son Essai sur l’histoire de la société civile. D’abord, Ferguson réclame plus d'impartialité dans les jugements des auteurs de son siècle sur les sauvages et les primitifs. De plus, bien que Ferguson soit un philosophe rationaliste, il partage des idées proches des auteurs du Sturm und Drang tel qu’Herder. Dans son Essai sur l’histoire de la société civile, il défend la thèse selon laquelle il existe un bonheur spécifique à chaque peuple : « Nous avons toujours peine à concevoir comment l'espèce humaine peut subsister sous l'emprise de mœurs et de coutumes absolument différentes des nôtres, et nous sommes portés à exagérer les malheurs des temps de barbarie […] mais chaque âge a ses consolations ainsi que ses peines » [deuxième partie, chapitre 3]. De plus, il met en évidence que les peuples ont une individualité originale : la littérature de chaque peuple est une production spontanée qui ne répond pas à des modèles universels qu'il faudrait imiter. Les emprunts culturels sont rares et chacun n'emprunte que ce qu'il allait inventer de lui-même. Ainsi, l'influence étrangère, la mythologie d'emprunt et la littérature d'imitation seraient dangereuses. Les positions de Ferguson s'apparentent ainsi au relativisme d’Herder dans Une autre philosophie de l’histoire.

### Influence de Leibniz

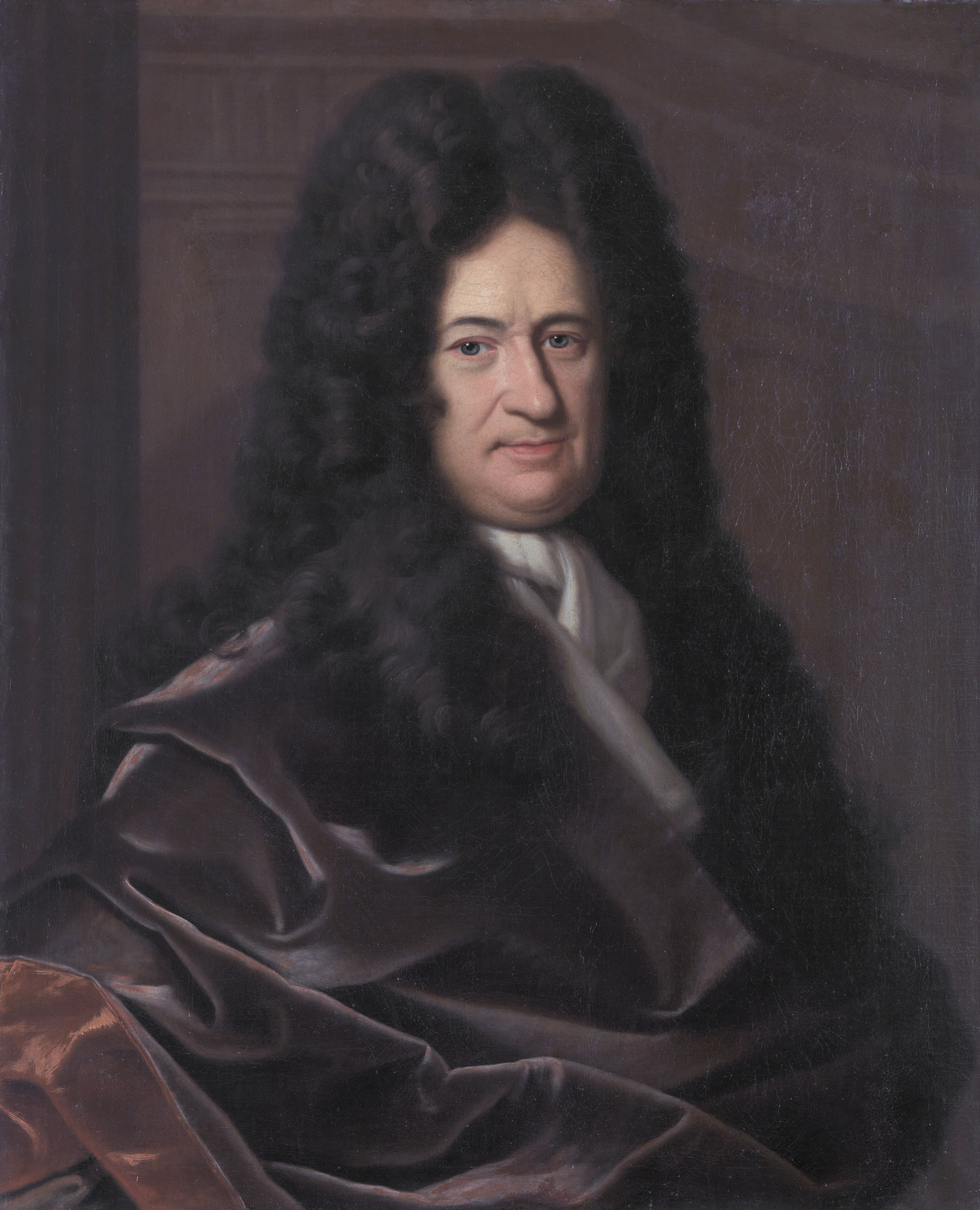
Leibniz

La pensée herderienne est d’un point de vue métaphysique d’inspiration leibnizienne : la providence dans l’histoire se justifie selon le principe de continuité et de finalité. La théorie de la Fortgang est aussi d’inspiration leibnizienne. Selon Herder, cette théorie se définit en une phrase : « L’humanité demeure toujours l’humanité sans plus — et pourtant se révèle le plus d’une progression continue » [511]. De la même façon, Leibniz, dans la Lettre 6 à Bourguet, affirmait à la fois le progrès et l’égal mérite des différentes phases de l’histoire de l’humanité : l’univers « change toujours, et gagne de nouvelles perfections, quoiqu’il en perde d’anciennes. » La Fortgang soutient les principes de spécificité, de raison suffisante et de réalisation de tous les possibles.

### Inspiration empiriste
Une autre philosophie de l’histoire est une synthèse des différents emprunts d’Herder à la philosophie empiriste. Dans son Journal de mon voyage de l’an 1769, Herder avait déjà emprunté des conceptions juridiques empiristes, préférant une justice qui s’adapte aux traditions locales plutôt qu’à une uniformisation du droit telle que la demande Voltaire, notamment dans son Traité sur la tolérance. En 1778, dans Connaissance et sensation, Herder s’inspire de l’empirisme pour sa philosophie de la connaissance. Le principal argument empiriste d’Herder est négatif, il montre que l’enfant ne peut être éduqué selon la pédagogie rationnelle : « As-tu jamais fait rentrer une langue dans la tête d’un enfant par de la grammaire philosophique ? A-t-il jamais appris à marcher en partant de la théorie la plus abstraite du mouvement ? Le devoir le plus facile ou le plus difficile, a-t-il fallu le lui faire comprendre à partir d’une démonstration de morale théorique ? » [485]. Il renchérit plus loin : « Avec toute leur philosophie et leur savoir, qu’ils sont ignorants et dépourvus de vigueur souvent dans le domaine de la vie et du bon sens ! » [535]. Nous retrouvons le même ton que chez Goethe qui dans Götz écrit : « À force d’érudition, il ne connaît pas son père ! Moi, je connaissais tous les sentiers, les chemins et les gués avant de savoir le nom de la rivière, du village et du manoir. »

### Herder littéraire

#### Herder et leStrum und Drang
Herder fait partie du courant littéraire allemand de cette époque appelé le Sturm und Drang. « Chaque période, parfois chaque génération, chaque mouvement d’idées a sa philosophie de l’histoire […] Une autre philosophie de l’histoire représente celle du Strum und Drang », comme l’écrit Max Rouché[Qui ?] dans l’introduction[réf. souhaitée]. Le Sturm und Drang est le réveil de l’esprit luthérien et de l’esprit germanique incarné par Hamann et par Herder quand il était chapelain à Bückeburg (1771-1776). Le Sturm und Drang est un mouvement d’enthousiasme collectif qui s’oriente vers l’amitié et la patrie : l'unification des hommes. De ce fait, le Sturm und Drang recherche la vitalité qui se perd avec l’excès de rationalité et d’abstraction d'un siècle des Lumières trop rationaliste au goût de ces auteurs allemands. Les œuvres littéraires sont alors l’occasion de raviver la nature, l’originalité et la spontanéité qui étouffent sous les règles du classicisme. Cette recherche littéraire se base sur Rousseau qui écrit que « le rétablissement des sciences et des arts a corrompu les mœurs »[réf. souhaitée]. Il n’y a plus de recherche sur le bon goût, plus d’enquête sur la forme que doivent prendre les productions artistiques ; pour le Strum und Drang il faut exalter le génie du poète plutôt que de se conformer à des règles de bon goût.

#### Style d’écriture
L’écriture d’Herder dans Une autre philosophie se marque par l’emploi de la première personne et son ton ironique, comme en témoigne le titre complet : Une autre philosophie de l’histoire pour contribuer à l’éducation de l’humanité, contribution à beaucoup de contributions du siècle. Ce titre accrocheur est destiné à induire les lecteurs admirateurs des Lumières en erreur. De plus, Voltaire y est appelé « mon ami » [506] alors qu’il est justement le meilleur ennemi. Il n’y a pas que de l’ironie, il y a aussi le sens de l’attaque ; la plume d’Herder est bien affûtée lorsqu’il écrit : « Hume ! Voltaire ! Robertson ! fantômes classiques du crépuscule ! qu’êtes-vous à la lumière de la vérité ? » [508].
Le style dans Une autre philosophie de l’histoire est exemplaire du Strum und Drang, mouvement dans lequel la spontanéité et le génie du poète sont les seules règles. On y trouve des phrases longues, des énumérations et des passages où l’auteur interpelle directement le lecteur : « Pénètre dans ce siècle, […] ressens-le toi-même » [503] ou encore où il interpelle l’homme : «  Qu’es-tu, ô individu humain ? » [585].
Max Rouché va jusqu’à dire qu’Herder a un style apocalyptique : 

« Le ton général dans Une autre philosophie de l’histoire est lui-même une réminiscence biblique : ce long sermon où ne manque pas le traditionnel « mes frères » [584] est rédigé en style apocalyptique […]. Une autre philosophie de l’histoire peut être considérée comme l’Apocalypse selon Herder ; il y assume le rôle de l’Ange du Seigneur qui avec un saint enthousiasme révèle aux humains le Mystère de l’histoire. L’historien, d’après lui comme d’après son maitre Hamann, est un prophète du passé. »

— Max Rouché, Introduction, p. 78

#### Les différents âges de l’humanité
Inspiré par Winckelmann dans Pensées sur l’imitation de l’art grec, Herder reprend la métaphore de la plante pour comprendre l’histoire de l’humanité. L’arbre, avec les racines, le tronc et les branches sont autant de nations-époques qui se succèdent avec leur existence et leur valeur propre. De même, le genre humain est comparable à un individu dont l’enfance, la jeunesse, la maturité et la vieillesse correspondent chacun à un peuple. Ainsi la thèse d’Herder est dans le fond la même que celle de Bacon et des Modernes ; c’est-à-dire que les vrais Anciens sont nos contemporains, alors que la jeunesse de l’humanité est antique. Mais Herder s’oppose aux Modernes, en considérant la primitivité et l’authenticité comme les plus grandes vertus, et non pas la raison comme le veulent les Modernes et les Lumières.
Ainsi, dans Une autre philosophie de l’histoire, Herder propose de placer chaque peuple et époque à la place qui lui revient dans l’arbre de l’histoire de l’humanité. Pour cela, il propose une brève monographie de chaque peuple ou époque, et décrit civilisation et constitution par un seul mot ou une seule expression. Il pratique la même méthode qu'il a reprochée à Montesquieu. En vérité, l’arbre de l’humanité est double : il y a d’abord l’humanité antique, puis l’humanité chrétienne germanique, qui semble être comme une bouture de l’humanité antique.

## Plan de l'ouvrage
Première section : La première section [477-513] présente l’humanité antique : l’âge des patriarches en est l’enfance, l’Égypte, la jeunesse, la Grèce, l’adolescence, et Rome en sera  la maturité et la décadence.
Deuxième section : L’humanité chrétienne germanique connaît son enfance avec les grandes invasions, sa maturité est le Moyen Âge, puis vieillesse et décrépitude adviennent avec le XVIIIe siècle. La deuxième section [514-554] est une réhabilitation du Moyen Âge, décrié et critiqué par les Lumières.
Troisième section : La troisième section [555-586] est une synthèse de l’histoire antique et moderne, c’est-à-dire de l’humanité antique et de l’humanité chrétienne germanique.

### L’humanité antique (Première section)

#### L’âge des patriarches: petite enfance de l’humanité antique
À propos de l’âge des patriarches, c’est-à-dire de l’âge biblique, Herder va entrer en opposition : d’abord avec Voltaire à propos de l’ancienneté de la bible, puis avec Montesquieu à propos du despotisme oriental, et enfin avec Hume sur l’origine des religions. Alors que Voltaire (Essai sur les mœurs et l’esprit des nations) avait présenté certains peuples tels que les Chinois, les Hindous ou les Perses comme antérieurs aux récits bibliques, Herder réaffirme que la Bible est le document le plus ancien de l’histoire de l’humanité. Contre Voltaire encore, Herder redonne du crédit aux patriarches, qui furent discrédités à cause notamment de leur longévité dans Philosophie de l’histoire par feu l’abbé Bazin au chapitre II. Selon Herder, il est nécessaire que les patriarches aient eu une vie longue pour transmettre les traditions divines et pour faire figure d’autorité paternelle face à cette jeune humanité. 
La figure du patriarche permet de comprendre le despotisme oriental décrié par Helvétius dans De l’esprit. Pour les auteurs du XVIIIe siècle, le despotisme a toujours existé en Orient ; mais ce qui les différencie est le principe qu’ils admettent au despotisme oriental[pas clair]. Avec Montesquieu, dans De l’esprit des lois (livre III, chapitre IX), la crainte est le principe du gouvernement despotique ; Herder partage cette opinion, mais seulement sous sa forme moderne avec les vizirs. Le despotisme oriental de l’âge des patriarches a comme principe le respect filial, c’est-à-dire que les hommes obéissent à leur père — Dieu — qui se manifeste à travers les figures patriarcales.	
À propos de la sincérité et de l’origine de la religion, Herder s’oppose aux esprits éclairés de son temps. Comme il le précise dans sa note [485], il s’oppose à Voltaire et Helvétius, qui voyaient dans la religion une première forme de domination caractéristique du despotisme oriental : « Fallait-il donc, comme nous l’imaginons avec tant d’assurance d’après l’esprit et le cœur de notre temps, que seuls des trompeurs et des coquins aient imposé de telles idées, les aient inventées astucieusement et en aient abusé tyranniquement ? » [485]. Herder poursuit en s’en prenant cette fois à la thèse de David Hume développée dans son Histoire naturelle de la religion : « La plus ancienne philosophie, le plus ancien gouvernement n’a pu être tout naturellement et en tout pays que théologique » [485]. Selon Hume, en effet, la religion est la première tentative de l’humanité pour expliquer le monde. Mais selon Herder, la religion de l’époque de l’enfance de l’humanité antique était sincère : le souvenir de la création était encore présent dans les esprits.

#### Les Égyptiens: jeunesse de l’humanité antique
Dans Une autre philosophie de l’histoire, Herder consacre quelques pages à l’Égypte antique. Ces pages sont l’occasion de rentrer en opposition avec le classicisme de Winckelmann à propos des arts et avec Shaftesbury à propos de la politique. L’Égypte représente un âge encore enfant de l’humanité antique qui a pour tâche de faire l’apprentissage de la vie civique.
Herder assimile l’Égyptien à l’écolier soumis à une austère discipline ; en cela il va dans le même sens que Winckelmann qui écrivait dans son Histoire de l'art dans l’ Antiquité en 1764 : « C’était un peuple qui ne paraissait pas fait pour le plaisir et la joie » [I, 2] ; de même Bossuet, dans son Discours sur l’histoire universelle, la qualifiait de « nation grave et sérieuse » [III, 3]. Mais l’Égypte ne doit pas être jugée d’après l’esthétique grecque — ce que faisait Winckelmann — et les institutions ne doivent pas être jugées selon le gout des Modernes — ce que faisait Shaftesbury. Les œuvres et les mœurs doivent être jugées d’après le principe de nationalité de l’intérieur selon l’esprit de l’Égypte : « C’est une stupidité que de détacher une seule vertu égyptienne de ce pays, de ce temps et de cette première jeunesse de l’esprit humain et de la mesurer selon le critère d’une autre époque » [490]. Le principe qui met en mouvement l’Égyptien se manifeste par une prédominance de l’esprit artisanal : « L’Égypte n’avait pas de bois : il fallut donc apprendre à construire en pierre » [?].

#### Les Phéniciens: autre jeunesse de l’humanité antique
Alors que l’Égyptien a comme principe l’esprit artisanal qui a permis de « développer toutes les dispositions et les arts de leur pays » [492], le Phénicien découvrit le commerce, la Phénicie étant « le premier État commerçant, reposant entièrement sur le commerce, qui le premier prolongea vraiment le monde au-delà de l’Asie, essaima et rattacha des peuples » [493]. Cela fut rendu possible, car, avec les Phéniciens, « l’activité humaine descendit de la lourde industrie des pyramides, […] l’architecture s’employa aux vaisseaux complexes et utiles en toutes leurs parties. La muette pyramide dressée immobile devint le mât voyageur et parlant. […] Dès lors, tout naturellement, la lourde et mystérieuse écriture hiéroglyphique devait se transformer en un art d’écrire et de calculer facile, abrégé, maniable » [293].
« [L']Égyptien et [le] Phénicien étaient donc, malgré le contraste de leur mentalité, les jumeaux d’une même mère orientale, qui ensuite contribuèrent ensemble à former la Grèce et par là le développement ultérieur du monde. […] Le Phénicien fut le jeune garçon d’un certain âge qui vagabondait et qui répandit sur les marchés et dans les rues la petite monnaie des restes de l’antique sagesse et habilité. De combien de choses la culture de l’Europe est redevable au trompeur et avide Phénicien ! Et maintenant le bel adolescent grec » [?].

#### La Grèce: adolescence de l’humanité antique
La Grèce est sans nul doute l’âge de l’adolescence de l’humanité antique : elle est « notre adolescence, qui a développé nos forces et nos membres jusqu’à la fleur de la vie, nos facultés jusqu’aux agréments de la loquacité et de l’amitié, qui a orienté tous nos penchants vers la liberté et l’amour, le plaisir et la joie, et leur a donné à tous la douceur du premier accent » [494]. Cependant, cette adolescence grecque n’est que l’adolescence de l’humanité antique ; elle n’est donc pas l’adolescence de l’humanité dans son ensemble. De plus, cette position est [pas clair] couplée à la thèse d’Herder selon laquelle chaque peuple a son principe, son identité, son bonheur propre ; il ne peut y avoir de renaissance de l’esprit grec chez un peuple qui n’est pas le peuple grec lui-même. Ainsi tout classicisme ou toute Renaissance est impossible. Herder voit juste[non neutre] en écrivant que « nous considérons ces années comme l’âge d’or et l’Élysée de notre souvenir » [494]. Ici le « nous » fait référence aux auteurs de son temps, c'est-à-dire aux Lumières.
En effet, de nombreux auteurs du siècle des Lumières souffrent de la nostalgie de la Grèce et de la démocratie. La démocratie — celle d’Athènes — leur apparaît comme le meilleur foyer pour la naissance des sciences et des arts, comme en témoignent les Essais moraux, politiques et littéraires de David Hume : « Il n’est pas possible aux arts et aux sciences de débuter chez un peuple qui ne goûte pas le bonheur d’un gouvernement libre. » Herder adopte cette position dans De l’influence du gouvernement sur les sciences et des sciences sur le gouvernement, et dans Les causes de la décadence du gout. 
Mais Une autre philosophie de l’histoire ne loue la Grèce que pour avoir su harmoniser l’esprit et le corps : « Lutte et assistance, effort et modération ; les forces de l’esprit humain prirent les plus belles proportions et disproportions — harmonie de la lyre grecque ! » [197]. Ainsi, Herder se concentre sur la période attique de l’histoire grecque, sans évoquer la Grèce naissante héroïque et barbare d’Homère. Il ne met en évidence que le côté apollinien, en négligeant l’aspect dionysiaque, du génie grec. Cet esprit apollinien, qui marque l’harmonie, conduit au classicisme, c’est-à-dire à la mise en place de normes, de règles et de modèles qui se veulent immuables  et universels. Cela ne peut fonctionner, car le classicisme témoigne de l’esprit grec, n’a donc pas de valeur supérieure valant pour toutes les nations de toutes les époques. En conséquence, Herder peut dire que Socrate n’est qu’un Athénien, et donc ne peut pas être hissé au rang de sage universel par excellence comme le font les esprits éclairés qui osent même le comparer à Jésus-Christ.

#### Rome: maturité et sénilité de l’humanité antique
Après l’enfance et l’adolescence, vient enfin la maturité et la sénilité avec les Romains : « Ici se dressa l’homme, qui apprécia et utilisa le jeune homme [la Grèce]. […] ce qui chez les Grecs avait été jeu, épreuve juvénile, devint chez eux organisation sérieuse et solide » [500].
En tant qu’âge mûr de l’humanité antique, les Romains ont eu comme tâche ou comme mérite d’avoir su unifier pour la première fois les peuples : « Le tronc de l’arbre, ayant atteint sa plus grande hauteur, se déploya en branches afin de réunir les peuples et les nations sous son ombre. […] ce nom unissait peuples et régions du monde qui jusqu’alors ne se connaissaient même pas de nom » [500]. Mais ce n’est pas forcément une bonne chose que les peuples se réunissent sous une même autorité, car « le premier pas fut fait pour détruire les caractères nationaux de tous » [501], caractères nationaux si chers à Herder.
Herder ne s’étend pas sur les Romains, cependant son aversion pour ce peuple transparaît tout de même : « Une coquinerie pouvait-elle être commise à Rome sans que le sang coulât dans trois continents ? » [500].

### L’humanité chrétienne germanique (Deuxième section)
Herder entreprend ensuite une réhabilitation du Moyen Âge dirigée contre la philosophie des Lumières qui le voit comme un âge de barbarie et de recul. Le Moyen Âge représente l’enfance, la jeunesse et la maturité de l’humanité chrétienne germanique. Celle-ci est l’humanité qui suit chronologiquement l’humanité antique, laquelle connut sa décrépitude avec Rome : « La constitution universelle de Rome elle aussi atteignit sa fin, et plus l’édifice était grand, plus il se dressait haut : plus sa chute fut grande ! La moitié du monde ne fut que ruine » [513-514].

#### Les grandes invasions: jeunesse de l’humanité chrétienne germanique
Ainsi les grandes invasions des Germains — patriarches du nord : « ce fut le Nord » [514] — ont fait succéder à la vieillesse de l’humanité antique la jeunesse de l’humanité germanique. Les Germains étaient supérieurs aux Romains du Bas-Empire parce qu’ils étaient un peuple jeune, et parce que les grandes invasions ont permis un retour collectif à la nature. De plus, reprenant La Germanie de Tacite, Herder rappelle que le monde romain aurait souffert de dénatalité et de corruption des mœurs, alors que chez les peuples du nord « les liens humains étaient encore puissants » [514].
Le climat nordique a maintenu jeune plus longtemps ce peuple venu du Nord, et lui a donné la santé physique et morale devenue héréditaire au fil des générations. En reprenant la métaphore de la plante, Herder écrit : « Alors naquit dans le Nord un homme nouveau […] se mit à mûrir un printemps de plantes robustes et nourrissantes […] — [pas clair] durent acquérir une nature nouvelle et donner une grande moisson au destin de l’univers » [515]. Ainsi Herder thématise « le monde nouveau » [515] des Germains : « Sans doute ils méprisaient les arts et les sciences, [mais] ils apportaient, à la place des arts, la nature ; à la place des sciences, le bon sens nordique » [515]. En bref, le Germain est « véritable fleur nouvelle de l’âme humaine » [516]. Et avec cette nouvelle humanité chrétienne germanique s’ouvre ce que la tradition a nommé Moyen Âge.

#### Le bas Moyen Âge: maturité de l’humanité chrétienne germanique
Il faut mettre en évidence qu’Herder réhabilite avant tout le Moyen Âge germanique, et non le Moyen Âge chrétien qu'il ne peut approuver en tant que pasteur luthérien. Il reconnait néanmoins au christianisme certaines vertus, comme celle de s’être occupé des pauvres et d’avoir permis le lien social féodal. De plus, la papauté fut quelque chose d’original qui a permis une certaine unité qui ne fut pas possible pendant l’Antiquité païenne. Avec cette position, Herder préfigure l’opposition que feront Schiller et les Romantiques entre le monde païen antique et le monde chrétien moderne.
Cette réhabilitation n'est pas une apologie. Par exemple, Herder reproche à l’architecture médiévale sa prolifération de détails, rejoignant sur ce point Hume, qui écrivait dans Essay of simplicity and Refinement in Writing : « L’œil considérant un édifice gothique, est distrait par la multitude des ornements, et perd la beauté du tout par une attention trop minutieuse. »
Une autre philosophie de l’histoire décrit le Moyen Âge selon les Lumières, mais il est jugé selon le Sturm und Drang : c’est-à-dire qu’Herder est d’accord avec les Lumières du point de vue des faits mais non de leur interprétation. Pour Herder, l’ignorance des hommes du Moyen Âge est bonne si elle se couple à une santé physique et morale. En cela, il rejoint Rousseau qui, dans son Discours sur l’origine des sciences et des arts, met en évidence que le rétablissement [pas clair] des sciences et des arts a corrompu les mœurs. Ainsi Herder est d’accord avec Voltaire pour dire que le Moyen Âge est une époque barbare, mais il penche du côté de Rousseau en considérant cette barbarie comme une vitalité. De ce fait, il ne peut y avoir d’apologie religieuse du Moyen Âge chrétien de la part d’Herder, car cette apologie mettrait en valeur l’ordre et l’unité du monde catholique. Mais Herder fait l’éloge de la vitalité barbare et de son désordre créateur qui est revendiqué par le Sturm und Drang. 
Dans une perspective politique, réhabiliter le Moyen Âge, c’est mettre en avant  l’Allemagne du XVIIIe siècle et encourager à lutter contre l’hégémonie culturelle française. Car la France, en tant que pays où les idées des Lumières et du classicisme sont les plus fortes, représente à elle seule la décadence du monde moderne.
De plus, le Moyen Âge que défend principalement Une autre philosophie de l’histoire est celui qui est le plus détesté par les esprits éclairés ; il s’agit du haut Moyen Âge, époque des grandes invasions germaniques et de l’époque carolingienne : « Ce ne furent pas seulement des forces humaines qu’ils apportèrent sur le théâtre de la formation du monde, mais aussi quelles lois et quelles institutions ! […] Leurs lois, comme elles respiraient le courage viril, le sens de l’honneur, la confiance en l’intelligence, en la loyauté et en la vénération des dieux ! Leur organisation féodale, comme elle mina le fouillis de villes populeuses et opulentes, cultiva la campagne, occupa les bras et les hommes, fit des gens sains et par là même satisfaits » [515]. Avec ce passage Herder réhabilite le droit germanique en s’appuyant sur Montesquieu : « Il y a, dans les lois saliques et ripuaires, dans celle des Allemands, des Bavarois, des Thuringiens et des Frisons, une simplicité admirable : on y retrouve une rudesse originale, et un esprit qui n’avait point été affaibli par un autre esprit » [De l’esprit des lois, livre 37, chapitre 1]. Par ailleurs, alors que Voltaire faisait l’éloge de la vertu civilisatrice des villes du bas Moyen Âge dans son Essai sur les mœurs, Herder à l’inverse considère le mérite des envahisseurs qui réussirent à casser la civilisation urbaine des Romains au profit d’un mode de vie plus agricole. 
En somme, le Moyen Âge germanique est pour Herder le type même de la communauté organique au sein de laquelle l’unité religieuse respecte les diversités nationales. L’unité spirituelle de l’Église n’était pas matérialisée dans un unique empire : « Tant de nations sœurs et pas de monarchie universelle ! Chaque branche à partir d’ici formant pour ainsi dire un tout et produisant ses rameaux ! Toutes poussaient les unes à côté des autres, s’entrelaçaient, se confondaient, chacune avec sa sève propre. Cette pluralité de royaumes ! cette coexistence de communautés sœurs ; toutes d’une même lignée allemande, toutes selon un idéal de constitution, toutes dans la foi en une même religion » [529]. En un mot, Herder remplace le mythe italien de la Renaissance et le mythe protestant de la Réforme au profit du[style à revoir] mythe germanique du Moyen Âge.
« Le Moyen Âge décrit par Herder en 1773 est un mythe politique et culturel, antirationaliste et anti-frédéricien ; il défend le principe des nationalités et, à l’intérieur de chaque peuple, l’autonomie des corporations, des différentes classes vis-à-vis du pouvoir central. Une autre philosophie de l’histoire oppose l’État organisme corporatif du Moyen Âge à la monarchie centralisée du XVIIe siècle et au despotisme éclairé du XVIIIe siècle, l’autonomie culturelle des États médiévaux à l’hégémonie internationale de la France » [Introduction, Max Rouché, Aubier p. 28].
Cependant il est important de noter que les hommes du Moyen Âge se voyaient comme solidaires de l’Antiquité qu’ils pensaient continuer en vertu de la doctrine de la transmission des pouvoirs qui prétend que Charlemagne est le restaurateur de l’Empire romain. Ainsi le Moyen Âge vécu par les Européens du Moyen Âge n’est pas un âge de décrépitude, ni une période intermédiaire comme le voudrait le terme, ni un recommencement comme le veut Herder. De plus, il y a un Moyen Âge selon la Réforme et selon la Renaissance. Selon Christoph Cellarius, dans l’Historia medii aevi en 1688, le Moyen Âge commence avec le triomphe du christianisme sous Constantin (début du IVe siècle) et se termine avec la Réforme dès 1519. Selon l’humanisme de la Renaissance, le Moyen Âge est l’époque de l’oubli des grands textes antiques.
Mais le Moyen Âge que réhabilite Herder n’est pas celui thématisé par les humanismes de la Renaissance et de la Réforme : il marque le début d’une nouvelle humanité qui ne tire pas sa fraîcheur sur le plan littéraire [pas clair] mais sur le plan religieux et ethnique. Le Moyen Âge herderien est la jeunesse de la civilisation chrétienne-germanique : elle commence par les grandes invasions germaniques et il connait sa décrépitude avec le XVIIIe siècle.

#### Les temps modernes: décrépitude de l’humanité chrétienne germanique

##### Critique des temps modernes
Dans la troisième partie d’Une autre philosophie de l’histoire, Herder procède à une critique des temps modernes. Ceux-ci commencent, selon Herder qui reprend Voltaire, par la Renaissance considérée comme le début de l’ère des Lumières et plus précisément par le XVIIIe siècle. Ce qui caractérise les temps modernes est la prédominance de l’esprit sur la vitalité [535]. Avec les temps modernes, les connaissances ont augmenté mais non la nature humaine ; de même les vertus humaines ont tendance à diminuer avec les Lumières. Car, comme l'affirme Herder dans son Journal de mon voyage en l’an 1769, ce sont les sensations vécues (ceci est une position empiriste) qui animent les hommes, et non la connaissance abstraite, laquelle est considérée comme une marque de sénilité. Ainsi le XVIIIe siècle représente la vieillesse de l’humanité germanique. En somme, en cette époque qui se prétend éclairée il y a trop de connaissance abstraite et plus assez de chaleur vitale. Et en outre, sur un plan philosophique, la critique du XVIIIe siècle est tournée contre l’orgueil des philosophes qui s’imaginent vivre à l’époque de l’âge du plein développement de la raison.
La critique herderienne des temps modernes tient en trois points :
- critique de la civilisation rationaliste ;
- critique du despotisme éclairé ;
- critique de l’hégémonie culturelle française.

###### Critique de la civilisation rationaliste
Herder ne partage pas l’opinion de d’Alembert exprimée dans le Discours préliminaire à l’Encyclopédie de 1750, qui fait du progrès technique la gloire de l’esprit humain. En effet, pour Herder le progrès technique et l’accumulation des connaissances ne participent pas à l’histoire de l’humanité : « Il me faut dire, à propos des louanges excessives accordées à l’intelligence humaine que toujours ce fut moins elle-même qu’un aveugle destin lançant et dirigeant les choses, qui opéra cette transformation générale du monde » [530].
De plus, il partage l’opinion d’Helvétius, qui dans De l’esprit écrit, en faisant allusion à la pomme qui serait tombée sur la tête de Newton : « C’est donc au hasard que les grands génies ont dû souvent les idées les plus heureuses » [III,1]. Herder note à son tour : « Ce furent de petits hasards, trouvailles plutôt qu’inventions » [540].
Le progrès est donc dû au hasard, mais il est quoi qu’il en soit technique, c’est-à-dire mécanique. Le progrès technique ne fait que mécaniser la société sur le plan politique et moral. De ce fait, Herder ne peut que déplorer l’Europe moderne en voie de mécanisation. Il déplore aussi, selon cette argumentation, l’influence civilisatrice du commerce des mœurs, autrement dit de la colonisation, tant mise en avant par Montesquieu [De l’esprit des lois, livre II, chapitre I] : « Trois continents dévastés et policés par nous, et nous par eux dépeuplés, émasculés, plongés dans l’opulence, l’exploitation honteuse de l’humanité et la mort : voilà qui est s’enrichir et trouver le bonheur dans le commerce » [550].

###### Critique du despotisme éclairé
La civilisation rationaliste est néfaste, car elle permet une mécanisation du citoyen par le régime politique du despote éclairé. Aussi, la civilisation éclairée encourage le cosmopolitisme, lequel efface les individualités des nations. Les hommes sont réduits au statut de simples rouages purement passifs, seul le despote éclairé à un impact politique. Et pour aller encore plus loin, même les États devraient s’effacer au profit d’un gouvernement cosmopolitique comme le voudra Kant dans son Idée d’une histoire universelle d’un point de vue cosmopolitique en 1784 avec la proposition 8 : « Toute l’histoire humaine ne vise qu’en une moralisation de l’humanité qui se réalisera dans une constitution universelle et cosmopolitique valant pour tous les états. »

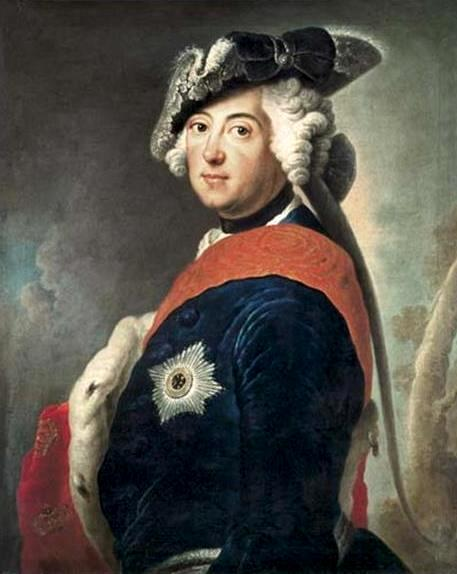
Frédéric II de Prusse

Une autre philosophie de l’histoire adopte une position critique envers l’État, sa harangue est dirigée contre Frédéric II, figure par excellence du despote éclairé. Herder ne peut que prendre comme cible Frédéric II  pour plusieurs raisons : d’abord, le monarque est proche de Voltaire et adepte de son déisme (face à la foi protestante d’Herder) ; ensuite, le roi de Prusse admire plus la littérature et la langue française qu'allemande (face au patriotisme d’Herder) ; enfin, le pouvoir absolu de Frédéric II ne peut que heurter les positions politiques libérales d’Herder.
L’État fort et centralisé avec à sa tête un monarque absolu fut rendu possible par l’extension du pouvoir royal qui commença avec Charles VII et Louis XI en France grâce aux armées permanentes. De là, d’autres monarchies suivirent la voie de l’État moderne. L’État moderne, figure des temps modernes, se construit au détriment de la liberté des villes et des masses, qui furent quant à elles figures du Moyen Âge. Ainsi, sur le plan politique, il semble qu’Herder ne puisse que souhaiter une plus grande participation de la masse au gouvernement ; du moins c’est ce qu'il [pas clair] semble suggérer en évoquant le haut Moyen Âge « où les masses […] étaient encore membres de l’Empire, élisaient, prenaient part aux jugements et au gouvernement. Le principe demeurait toujours, que chacun ne peut être jugé que par ses pairs et que, à ce qui concerne l’ensemble, l’ensemble aussi doit participer. Tout à fait selon la vieille constitution franque et allemande » [Comment les évêques allemands devinrent des seigneurs][réf. nécessaire]. Cependant, il semble aussi que le monarque absolu peut seul exercer le pouvoir s’il représente bien l’âme nationale : tel n’est pas le cas de Frédéric II. Mais Pierre le Grand, quant à lui, représente bien l’âme russe comme le laisse entendre le Journal de mon voyage en l’an 1769 qui oppose « à Frédéric Pierre le Grand qui avait pour ainsi dire senti en tout ce que la nation russe pouvait et allait devenir ». L’histoire de l’Allemagne pourrait donner raison à Herder qui a su voir la fragilité de l’État prussien reposant sur le génie d’un seul homme ; cette faiblesse se manifestera avec l’effondrement en 1806.
« Une autre philosophie de l’histoire apparait comme une réaction de la province luthérienne (où Herder tenait office) contre le déisme officiel de Berlin ; une protestation des pasteurs contre le Voltaire couronné ; une réaction de la masse contre un gouvernement trop avancé. Situation paradoxale pour un lecteur moderne, habitué par le XIXe siècle à confondre gouvernement et réaction, peuple et révolution. Mais le XVIIIe siècle, pareille situation était naturelle : le despotisme éclairé réalisait ce paradoxe d’un régime où le gouvernent était d’idées avancées et le peuple conservateur » [Introduction, Max Rouché, p. 38]. 
Ainsi, dans Une philosophie de l’histoire, Herder dévoile des opinions politiques. Inspiré par le mouvement du Strum und Drang, il proteste contre le triomphe de l’État moderne sur la féodalité. L’esprit féodal est l’individualité de chaque peuple et de chaque ville. L’Allemagne, en tant que dernier pays à réaliser son unité nationale apparait alors comme le dernier bastion de la féodalité, et en cela de la vitalité de l’humanité chrétienne germanique. 

###### Critique de l’hégémonie culturelle française
« Tandis que la Réforme luthérienne anti-italienne était en une certaine mesure une réminiscence de la lutte des Germains contre la Rome antique, au XVIIIe siècle l’axe de la résistance allemande a pivoté d’un quart de tour : du sud, il a tourné vers l’ouest, et est orienté contre la France » [Introduction, Max Rouché, p. 46].
Sur le plan de la philosophie de l’histoire, Herder combat Helvétius (De l’Esprit, 1758) et Boulanger (Recherches sur l’origine du despotisme oriental, 1773) qui selon Herder, du fait de leurs préjugés d’Européens, n’ont pas su saisir là l’importance des patriarches et de leur autorité lors de l’enfance de l’humanité antique. Il y a aussi le matérialisme de Diderot qui ne laisse pas nécessairement la place à Dieu comme fil directeur de l’histoire de l’humanité, puis d’Alembert a l’habitude de trop vanter la supériorité du siècle des Lumières, ou encore Buffon a osé substituer des hypothèses hasardées à la description des merveilles de la Création. Enfin Montesquieu, pourtant admiré dans le Journal de mon voyage en l’an 1769, est accusé de méconnaître l’ordre divin. Tout le système est rejeté, ce qui n’empêche pas Herder de reprendre sa méthode est caractérisant chaque nation, époque et régime avec un esprit, un principe qui lui est propre.
Une autre philosophie de l’histoire fut écrite en réaction à la Philosophie de l’histoire par feu l’abbé Bazin de Voltaire publiée en 1765. Plus qu’une opposition doctrinale ; la France ne connaissant pas de meilleur représentant que Voltaire aux yeux d’Herder, il est donc pris à partie en tant que représentant de la France. La France est le symbole de la mécanisation et de la sénilité de la civilisation rationaliste, c’est-à-dire de l’humanité germanique en décrépitude à cause des Lumières. La langue française est figée, ce qui contribue à mécaniser l’esprit. Ainsi la pensée française n’est que raisonnements abstraits, lesquels sont totalement incapables de saisir la réalité complexe de chaque individu et des âmes nationales. En somme, toute la critique du siècle émise par Rousseau se retrouve comme critique de la France sous la plume d’Herder.
Cependant, il faut mettre en évidence qu’Herder n’a pas su [non neutre], dans Une autre philosophie de l’histoire, sentir la France révolutionnaire et impériale qui s’éveillait en cette fin de règne de Louis XV. Herder présente les Français comme dans un état fixe et éternel et l’hégémonie culturelle de la France marque le déclin de la civilisation occidentale, c’est-à-dire de l’humanité chrétienne germanique dans son ensemble. 
Les nationalismes allemands ont du XVIIIe au XXe siècle présenté la France comme sénilité, vieillesse et décrépitude. Le XVIIIe siècle d’Herder voit dans cette vieillesse celle de la civilisation chrétienne dans son ensemble, alors que le XIXe siècle mettra en avant la dynamique de l’Allemagne face à la sénilité de la France.
La civilisation rationaliste et le despotisme éclairé ont la même origine : c’est la France principalement. En effet, l’hégémonie culturelle française se manifeste sur le plan de la philosophie de la connaissance par un hypernationalisme qui abat toute vitalité, et sur le plan politique par l’avènement d’un État moderne avec sa centralisation et son despote. Les Lumières – figure de l’hégémonie culturelle française – permettent à tous de penser, ce qui est bien contraire à l’esprit féodal où chacun à sa place, ainsi Herder écrit : « Le corps entier est-il donc destiné à voir ? et se la main et le pied veut être œil et cerveau, est-ce que le corps tout entier n’est pas condamnée à souffrir ? Le raisonnement répandu trop imprudemment, trop inutilement – ne pourrait-il affaiblir et n’a-t-il pas effectivement affaibli penchant, instinct, activité ? » [537]. De plus, cela ne sert pas à grand-chose que chacun pense puisque le despote monopolise la gestion de l’État ; l’individu n’est que rouage de la machine étatique.

##### Éloge des temps modernes
Les temps modernes, si critiqués dans un premier temps de la troisième partie d’une autre philosophie de l’histoire sont finalement loués. Le plan d’une autre philosophie de l’histoire est assez simple, il s’agit de présenter chronologiquement chaque époque de l’histoire de l’humanité avec ses défauts ; les qualités de l’époque en question apparaissent au cours de la critique de l’époque suivante. Mais ce schéma n’est pas adéquat pour la dernière civilisation étudiée. Pour remédier à ce problème, Herder commence par mettre en évidence les défauts du XVIIIe siècle, et c’est dans les suppléments qu’il en fait l’éloge.
L’époque herderienne est meilleure que les autres, car jamais l’influence d’un sage ne peut être aussi grande grâce à l’imprimerie [569-570]. Par la suite, Herder se réjouit de l’avenir : « Dans quelle époque bienheureuse mon regard se perd ! […] Voyez l’époque supérieure qui nous fait signe […] moins matérielle, plus égale à elle-même » [573-575]. La réhabilitation du XVIIIe siècle est dirigée contre le scepticisme des philosophes qui avaient omis Dieu et la providence de leur philosophie de l’histoire.
« La pourriture du siècle présage une nouvelle entrée en scène » [579]. Cette entrée en scène est celle d’un nouveau peuple qui fondera une nouvelle civilisation ; tel sera le commencement d’une nouvelle humanité. Ce peuple pourrait venir d’Ukraine, comme le suggère le Journal de mon voyage de l’an 1769, les Idées pour servir à une philosophie de l’histoire de l’humanité en 1791 placera cet avenir du côté de la Russie.

## Les trois plans moteurs de l’histoire
La philosophie herderienne de l’histoire se caractérise par une évolution du genre humain selon trois mouvements ou plans de sens contraire chacun sur un plan différent de la réalité historique :
- selon le plan providentiel, l’histoire de l’humanité dans son ensemble réalise un Plan divin ;
- selon le plan de la théorie des cycles, l’histoire de l’humanité est une succession de cycle de civilisations et de peuples ;
- selon le plan de la Fortgang (évolution, progrès), il y a « Fortgang » entre les peuples de la même civilisation, c’est-à-dire continuité et égalité.

### La notion de Providence
La notion de providence tient toute la philosophie de l’histoire chrétienne jusqu’au XVIIe siècle. Le paradigme providentiel permet d’ordonner la diversité historique et de donner un sens à la succession des empires et des âges de l’humanité. Le dernier représentant de cette façon de lire l’histoire est Bossuet. Dans son Discours sur l’histoire universelle, Bossuet, fixe Moïse et Jésus-Christ comme les deux points à partir desquels l’histoire se déploie et prend son sens. Ainsi, « cette Église toujours attaquée et jamais vaincue est un miracle perpétuel et un témoignage de l’immutabilité des conseils de Dieu » [deuxième partie, chapitre XXVII]. Avec Bossuet, c’est donc la religion — catholique — qui fonde la providence. 
La théologie de l’histoire pose que l’histoire de l’humanité dans son ensemble réalise un plan divin. Une autre philosophie de l’histoire pourrait être résumée par ces mots d’Augustin selon Max Rouché : « La providence divine qui conduit admirablement toutes choses gouverne la suite des générations humaines, depuis Adam jusqu’à la fin des siècles, comme un seul homme qui, de l’enfance à la vieillesse, fournit sa carrière dans le temps en passant par tous les âges » [De questionibus octoginta tribus, quaestio 53]. La philosophie de l’histoire herderienne peut être comprise comme digne héritière de la philosophie de l’histoire chrétienne qui prétend à l’adéquation entre le déroulement de l’histoire et la volonté de Dieu. Mais à vrai dire Herder marque une nouvelle façon de penser la Providence, notamment face à Bossuet. En effet, Bossuet ne permettrait pas de penser les peuples, qui aux yeux d’Herder, sont les véritables moteurs de l’histoire. Pour Herder, l’histoire peut se comprendre « vue d’en haut » selon la volonté de Dieu, et, « vue d’en bas » selon la conduite des hommes. Ainsi la volonté de Dieu peut être comprise par les hommes a posteriori. De ce fait, l’historien apparait comme une sorte de prophète du passé ou à rebours, qui sait décrypter les volontés de Dieu en étudiant l’histoire de l’humanité. En bref, avec Herder, ce n’est plus la religion qui fonde la providence (thèse de Bossuet), mais la contemplation de l’histoire qui mettra en évidence la providence.

#### Le lieu
Dieu a donné à chaque peuple un milieu qui lui est adéquat, mais le climat façonne aussi les hommes : « Il y a une création par le climat, les circonstances » [558]. Ainsi les Égyptiens ont été placés le long du Nil pour qu’ils puissent développer l’agriculture. Herder reviendra sur cette position dans les Idées où il n’estimera que les nations qui auront réussi à s’affranchir des contraintes de leur climat.

#### Le temps
Le lieu dans lequel Dieu a déposé une nation a son importance, mais celle-ci est bien moins cruciale que le temps. En effet, avec la philosophie de l’histoire chrétienne, chaque nation est définie par rapport à son âge, c’est-à-dire grâce à sa position dans l’histoire entre la Création et la fin des temps. De ce fait, chaque nation et époque est élue de Dieu pour un moment sur Terre. C’est pour cela qu’on ne peut pas — entre autres — revenir à l’âge classique. La principale vertu est d’être de son époque puisque c’est au tour de cette époque d’être mise sur le devant de la scène selon le dessein de Dieu. Et de même il est impossible d’éviter le déclin et la vieillesse de la civilisation. Il semblerait qu’Herder ait suivi les principes qu’il annoncera dans Une autre philosophie de l’histoire comme en témoigne son second recueil de Fragments de 1767-1768 dans lequel il recommande aux poètes de chanter non pas comme Homère, mais comme Homère chanterait s’il eût été leur contemporain.
« Notre culture occidentale, héritière des Grecs, des Romains et des Juifs, a pour problème central celui de l’autorité spirituelle et hésite entre imitation et originalité : de là procède le conflit entre classicisme et modernité dans le domaine de la littérature et de l’art, entre orthodoxie et modernisme dans le domaine de la religion. Herder, en vertu de sa foi en un Plan divin de l’histoire qui sur ce point vient renforcer son idéal d’autarcie littéraire, opte pour le modernisme. […] dans Une autre philosophie de l’histoire, il restaure l’orthodoxie et se borne à condamner Classicisme et Renaissance » [Introduction, Max Rouché, p.53].

#### Spécificité de la providence herderienne
Herder emprunte à la philosophie de l’histoire chrétienne les notions de plan divin et de providence, il emprunte aussi au luthérianisme la position qui nie radicalement la liberté humaine. En effet, il ne saurait y avoir de liberté : les nations et les époques sont des « instruments aveugles qui tous agissent dans l’illusion de la liberté, et pourtant ignorent ce qu’ils font et dans quel but ils agissent » [585].

### La théorie des cycles
L’histoire de l’humanité est une succession de cycles de peuples. Pour chaque peuple « la lumière n’a duré qu’un temps. Croissance, floraison et décadence se sont succédé ; ensuite le génie de la civilisation s’est envolé et s’est choisi un pays voisin plein de forces fraîches pour rejouer la même scène » [Plan d’études pour le jeune Von Zeschau, 1772]. Ainsi le XVIIIe siècle, qui représente la décrépitude de la civilisation chrétienne germanique marque la fin d’une civilisation, non de l’humanité dans son ensemble. Selon le paradigme des cycles, l’avenir, une fois la mort de la civilisation chrétienne germanique, appartient à des peuples qui sont encore sauvages : Herder suggère qu’ils pourraient venir de Russie dans les Idées ou d’Ukraine dans Journal de mon voyage en l’an 1769.
De plus, l’âme de chaque peuple reste inchangée au cours de son histoire ; il y a le même esprit national à différents âges. Ceci tient sans doute dans le fait qu’Herder ne décrit qu’une petite partie de la vie d’un peuple et l’essentialise, comme il le fait avec la France ; de la France éclairée du XVIIIe siècle, il thématise toute l’âme nationale française une nation demeurant identique dans sa jeunesse, dans son épanouissement et dans sa vieillesse : c’est justement parce que l’âme nationale ne change pas qu’une nation va connaître son déclin, car toute apogée présage une décadence. Ainsi, la théorie des cycles herderienne est mécaniste et fataliste en niant toute évolution créatrice.

#### Les différents cycles de l’histoire
De façon concrète, le plus grand cycle est celui des différentes humanités avec la succession de l’humanité antique puis de l’humanité chrétienne germanique, et sans doute par suite d’une nouvelle humanité venue de Russie ou d’Ukraine. Chacune de ces humanités connait un cycle de vie interne avec jeunesse, maturité et décrépitude. Ce cycle interne va de l’âge des patriarches, de l’Égypte, de la Phénicie, de la Grèce jusqu’aux Romains pour l’humanité antique. Le cycle interne de l’humanité chrétienne germanique va des grandes invasions jusqu’au temps moderne. Et dans chacun de ces peuples se manifeste le conflit des générations, sans toutefois que l’âme du peuple en soit changée. Ainsi la métaphore de la plante représente bien les cycles de l’histoire de l’humanité à tous ses niveaux : avec les différentes humanités comme des arbres, boutures de l’humanité précédente, et avec les branches comme chaque peuple qui pousse, et enfin avec chaque individu comme feuille.

#### Intérêt de la théorie des cycles
La théorie des cycles permet à Herder de contrer l’orgueil des philosophes des Lumières qui croient au progrès linéaire de l’humanité et de la raison : « Pas de progression continue ! une éternelle révolution ! toujours le même tissu qui se tisse puis se déchire ! travail de Pénélope ! » [511]. Avec les cycles, chaque peuple et chaque époque connaît son plein développement lorsque la providence divine les place au centre de la scène. Cependant, il y a toujours un certain fatalisme, car chaque société qui se croit grande est nécessairement soumisse au destin qui la fera décliner lorsque la providence aura changé de peuple pour accomplir une nouvelle étape dans l’historie de l’humanité. De plus, les cycles permettent de ne pas placer une époque comme et ayant une valeur de modèle pour le reste de l’histoire humaine. Et, en outre, la théorie des cycles amène à une certaine relativité : les mœurs et les mérites de chaque peuple sont relatives à lui-même, c’est-à-dire à son esprit.

### Notion deFortgang
D’une civilisation à une autre il y a continuité chronologique et non culturelle. L'Antiquité et la civilisation germanique qui lui succède chronologiquement sont deux organismes distincts et indépendants qui connaissent jeunesse, maturité et décrépitude. Ainsi les grandes invasions qui marquèrent l’avènement de la civilisation germanique ont leur équivalent dans l’Antiquité : c’est l’âge des patriarches hébreux.

#### Progression et non progrès
« Entre les nations-époques dont la suite constitue la vie des civilisations-organismes, il n’y a non pas progrès, « Fortschritt » ou « Verbesserung », mais « Fortgang » ou « Fortstreben », « Progression », c’est-à-dire continuité ainsi qu’égale nécessité, égale originalité, égal mérite, égal bonheur. L’image qui compare l’humanité à un fleuve et surtout à un arbre souligne tout à la fois le déroulement du divin Plan d’ensemble, mais aussi et surtout l’égale nécessité et la continuité de tous les moments de chaque civilisation. Cette continuité n’est pas succession pure ; elle est matérialisée par les emprunts de chaque peuple aux précédents. […] rien d’oriental, de phénicien et d’égyptien ne conserva son caractère : tout devint grec » [Introduction, Max Rouché, p. 63].

#### Le principe de nationalité
Selon le principe de nationalité chaque nation est originale. Elle ne peut être comparée à une autre puisqu’il y a un déterminisme providentiel qui établit l’égale nécessité de toutes les nations et de toutes les époques. Il ne s’agit donc pas de juger les nations et les époques selon le goût et les valeurs du XVIIIe siècle si prétentieux. Il faut juger chaque nation et époque selon son principe et son esprit.  Si les peuples sont égaux en originalité, il le sont aussi en mérite ; car entre deux peuples qui se suivent chronologiquement, il n’y a pas progrès, mais innovation, c’est-à-dire qu’il y a apport de qualités nouvelles qui viennent compenser des pertes, et réciproquement. Ainsi, comme le note Herder, « vraisemblablement l’homme reste toujours l’homme » [558]. Il en va de même pour le bonheur ; chaque peuple connaît autant le bonheur car « le jeune homme n’est pas plus heureux que l’enfant innocent et content ; et pas davantage le calme vieillard n’est plus malheureux que l’homme aux violents efforts » [512].
Étant donné que chaque peuple possède son bonheur, ses vertus et ses défauts, aucun peuple ne peut incarner l’humanité. C’est en cela que la Fortgang peut prétendre nier toute renaissance ou tout classicisme car la Grèce ou la Rome antique ne peuvent plus faire figure de modèle indépassable. En cela la théorie du Fortgang préfigure le romantisme en considérant les peuples comme des formes toujours nouvelles d’humanité. En cela aussi la Fortgang proclame une continuité entre les peuples, ce qui est en apparence une inspiration de la notion de Providence, mais à dire vrai, la Fortgang s’éloigne de la notion de Providence – qui n’est que le progrès pensé en terme chrétien – pour proclamer une égalité de droit et de fait entre les peuples.

#### La notion deFortgangdirigée contre le classicisme et le rationalisme français
« La théorie herderienne du Fortgang est d’inspiration allemande, et dirigée non seulement contre les Classiques et les philosophes éclairés en général, mais spécifiquement contre l’influence française. Au fond, Herder avec sa théorie du Fortgang revendique pour tous — et notamment pour l’Allemagne — la parité des droits dans le domaine de la littérature, voire de la vie culturelle entière. À l’hégémonie du Classicisme français, il oppose l’idéal d’autarcie spirituelle » [Introduction, Max Rouché, p. 67].
La pensée d’Herder vise à supprimer les universaux de la philosophie de l’histoire ; c’est-à-dire qu’elle conçoit les civilisations comme des grandeurs absolues, sans qu’il y ait de lien, de rapport entre elles. L’on retrouve ici l’influence de Luther qui écrit : « Sum enim Occaminae factionis, qui respectus contemnunt, omnia autem absoluta habent » [De servo arbitro]. En somme, Herder est un nominaliste de l’histoire puisqu’il refuse de comparer les peuples. La notion de Fortgang permet de concevoir une identité propre à chaque peuple sans le comparer à un destin de l’humanité qui le mènerait à la raison, au progrès et aux Lumières.
De plus Herder formule, sur le plan de la philosophie de la connaissance, un argument contre les philosophes rationalistes : les idées engendrent seulement des idées, et non la vie. En cela il ne peut que déplorer la stérilité et la décrépitude des temps modernes trop orientés vers la pensée et plus assez sur la vie à son gout. Il y a encore reprise de Luther : « Cognitio enim non est vis, neque confert vim » [De servo arbitrio].

## Postérité
L'accueil d'Une autre philosophie de l'histoire au moment de sa parution est peu documenté et l'ouvrage est souvent ignoré. Dans Les Idées en 1792, Herder renie les positions qui y sont défendues. Les Idées restaurent un classicisme qui répudie le mouvement de Sturm und Drang. Madame de Staël, dans De l’Allemagne, à propos des pages consacrées à Herder, ne mentionne pas Une autre philosophie de l’histoire. De même, le traducteur des Idées, Edgar Quinet, ne semble pas non plus connaitre Une autre philosophie de l’histoire. L'ouvrage n'est non plus mentionné dans l’article consacré à Herder, par Bossert, dans la Grande Encyclopédie  ; c'est La période classique d’Herder qui a été la plus étudiée au cours du XIXe siècle ; depuis les années 1930, c’est la période du Strum und Drang qui a été remise sur le devant de la scène.

## Éditions
- Une autre philosophie de l'histoire, introduction et traduction par Max Rouché, Paris, Éditions Aubier-Montaigne, 1943, 369 p.